# Andy Granatelli

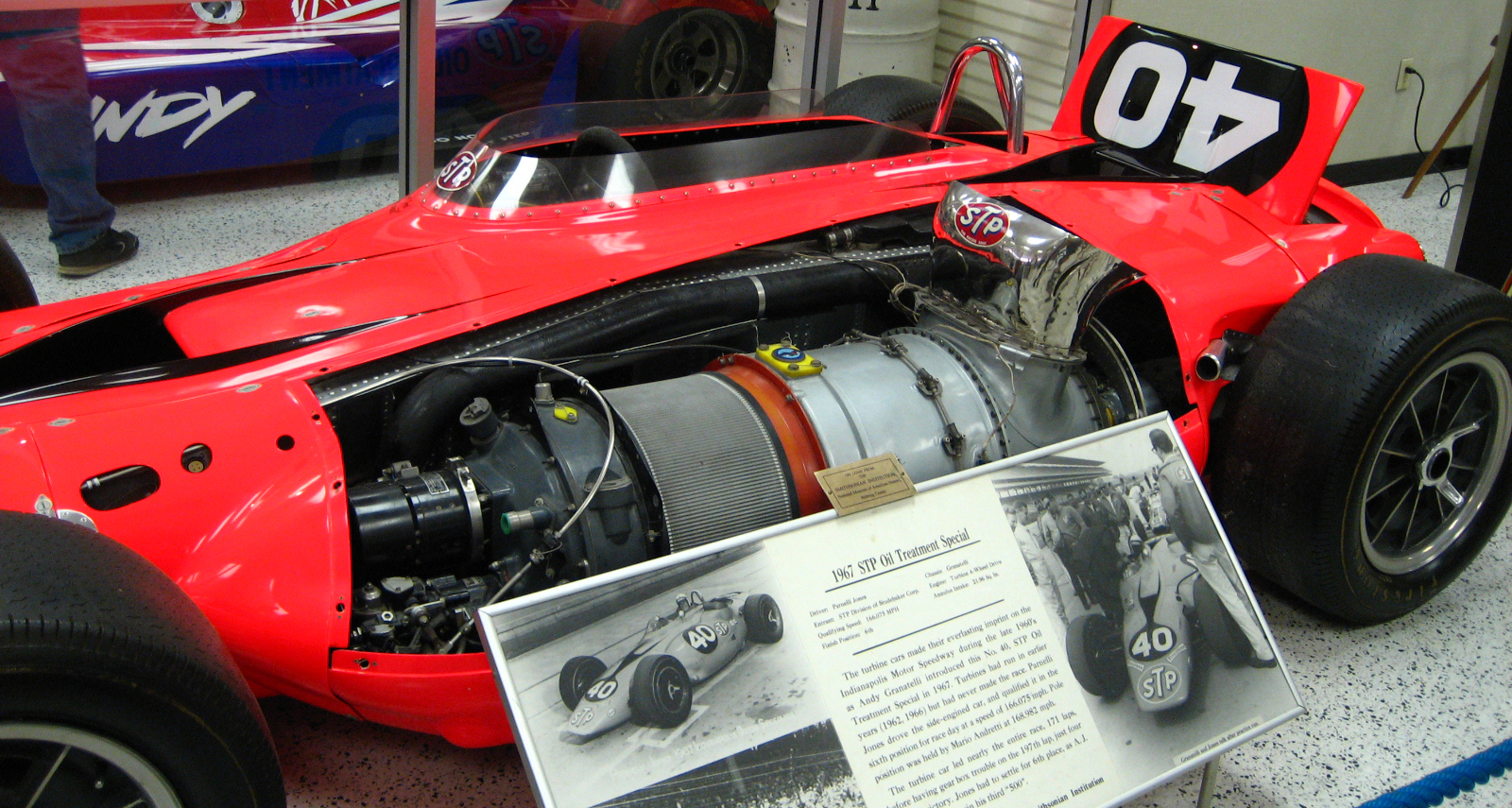
Silent Sam, la STP-Paxton Turbocar à turbine Pratt & Whitney de Parnelli Jones des 500 miles d'Indianapolis 1967

Anthony "Andy" Granatelli, né à Dallas le 18 mars 1923 et mort le 29 décembre 2013, était un homme d'affaires américain. Il fut le plus emblématique PDG de la STP (société de lubrifiants moteur) (en) ainsi qu'une figure majeure de la course automobile aux États-Unis.

## Carrière professionnelle
Avec ses frères Vince et Joe, il travailla d'abord comme mécanicien automobile et entrepreneur dans une boutique de pièces performances pour auto, modifiant des moteurs comme le V8 flathead Ford. Au cours de la seconde Guerre Mondiale il devint promoteur de courses automobiles, telle que la "Hurricane Hot Rod Racing Association", qui combinait des courses de pilotes de réserve avec des spectacles attrayants. Les "Hurricane Events", selon Granatelli dans son autobiographie They Call Me Mister 500, faisaient appel à des pilotes experts dans l'exécution (et la survie) d'accidents (tonneaux, accidents multiples) comme par exemple lorsqu'une une ambulance prise dans la course voyait sa civière éjectée (avec un mannequin dessus) au milieu de la trajectoire des voitures.
En 1946, les trois frères participèrent pour la première fois aux 500 Miles d'Indianapolis avec leur équipe de course Grancor (Granatelli Corporation). En tant que mécaniciens ils apportèrent des innovations comme une suspension entièrement indépendante, mais ne connurent pas la "Victory Lane", la victoire aux 500 Miles. En 1948, Andy décida de tenter de se qualifier en tant que pilote, et failli bien réussir, mais un terrible accident pendant son run de qualification arrêta net sa carrière de pilote.
Andy devint finalement très visible dans le monde de la course des années 1960 comme porte-parole des additifs d'huiles et d'essence STP, apparaissant dans des publicités télévisées et radiophoniques et sponsorisant des voitures de courses. Il habilla son équipe dans les stands de combinaisons blanches avec le logo ovale STP éparpillé sur les tenues, et porta même une fois un costume couverts de logo STP. Il fit une apparition dans le film Disney de 1968 "Un amour de Coccinelle".

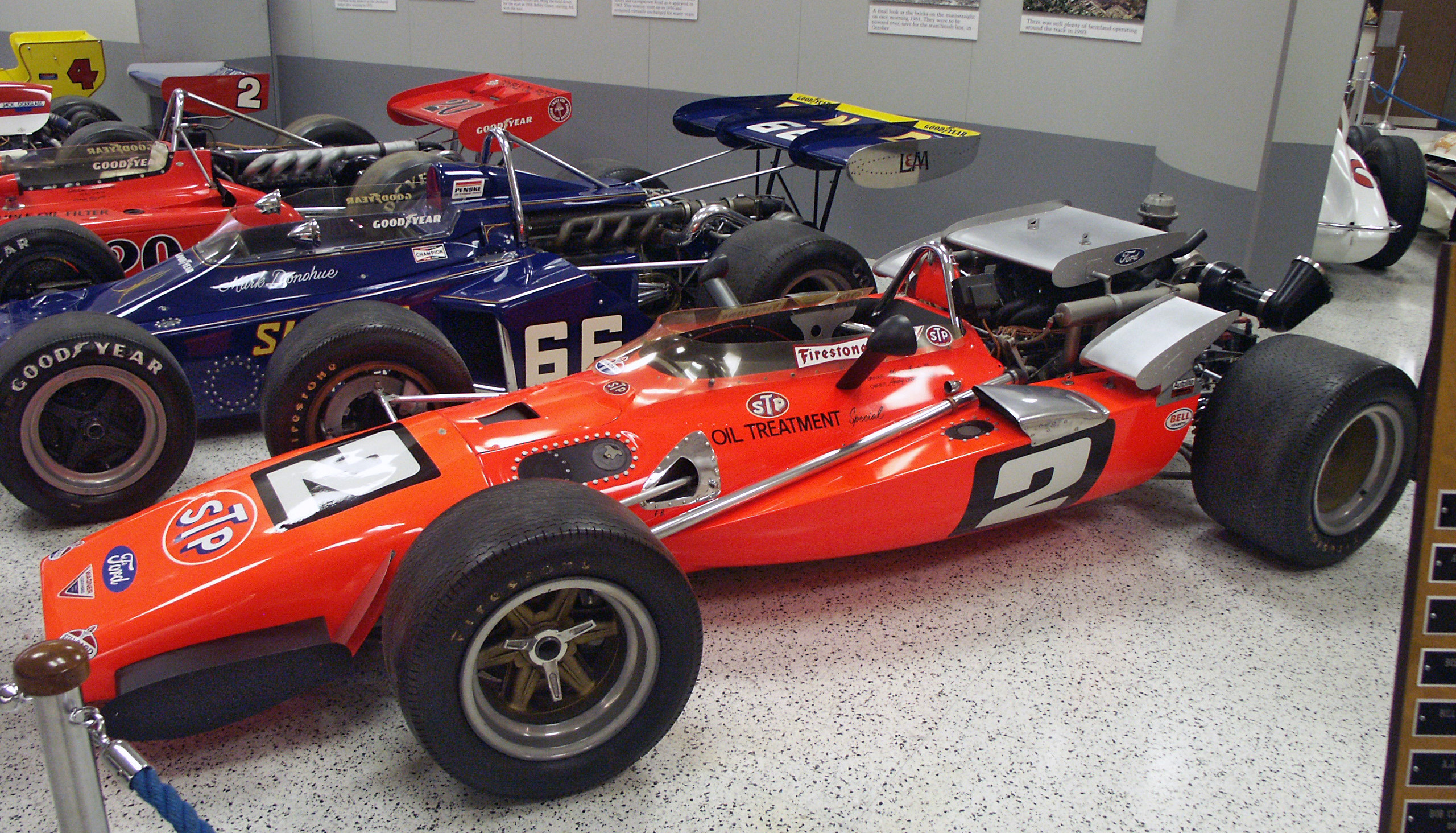
Réplique de la Brawner Hawk avec laquelle Mario Andretti gagna les 500 Miles d'Indianapolis en 1969 au Indianapolis Motor Speedway Hall of Fame Museum.

Ses voitures eurent une présence significative au 500 Miles d'Indianapolis. Il racheta les droits d'exploitation du fameux moteur Novi, qu'il utilisa en course jusqu'en 1966 sans connaître la victoire. Sa notoriété s'amplifia lorsqu'il engagea en 1967 et 1968 la plus célèbre des voitures à turbine, la STP-Paxton Turbocar (surnommée "Silent Sam" en raison de son discret sifflement caractéristique). Deux années durant il subit la frustration de voir la course quasiment gagnée lui échapper près de la fin. En 1967 Parnelli Jones, leader confortable à seulement trois tours de l'arrivée, subit une défaillance d'un roulement de transmission à six dollar dans la Turbocar et dut abandonner, laissant la victoire à A. J. Foyt. En 1968 c'est Joe Leonard au volant de la Lotus 56 (version modifiée 4 roues motrices de la STP-Paxton Turbocar) qui dut abandonner, à 10 tours de la fin.
Il fut enfin récompensé en remportant la course en 1969. Après que son innovante Lotus 56 (une des voitures les plus dominantes à ce jour) fut détruite pendant les essais, son pilote, Mario Andretti, soigné pour les brûlures lors de l'accident, gagna au volant d'une Brawner Hawk de réserve de l'année précédente. Avant qu'Andretti reçoive le baiser de la "Reine des 500" sur la "Victory Lane" comme le veut la tradition, Granatelli arriva en premier et embrassa joyeusement Andretti sur la joue. Cette image reste l'une des plus mémorables de ces 500 Miles. La rumeur voudrait que ce baiser soit le point de départ de la tristement célèbre malédiction des Andretti aux 500 Miles d'Indianapolis.
Au cours de ces années en tant que président et chef de la direction de Grancor Automotive Spécialities, Andy fut aussi vice-président de la NASCAR, Président de California Muffler Sales, de la Hurricane Hot Rod Racing Association, du Half Day Speedway et du Chicago Auto Racing .
En 1973, Granatelli prit la retraite de son équipe USAC, et STP devint sponsor de Patrick Racing. Gordon Johncock remporta en 1973 et en 1982 les 500 Miles d'Indianapolis pour la marque.
Granatelli aurait participé à tous les 500 miles d'Indianapolis, que ce soit en tant que participant ou en tant que spectateur, de 1946 à 2012 .
Il n'assista pas à la course de 2013 décédant plus tard dans l'année d'une insuffisance cardiaque à l'âge de 90 ans à Santa Barbara, Californie.

## Ingénierie
Andy Granatelli travailla avec Studebaker au développement du moteur R-3 de l'Avanti. Avec ses frères il modifia un V8 289ci standard Studebaker pour le stroker de 0,060 pouces créant un moteur R-3 de développement de 299ci avec lequel ils battirent plusieurs records de vitesse terrestre sur le lac salé de Bonneville, Utah.

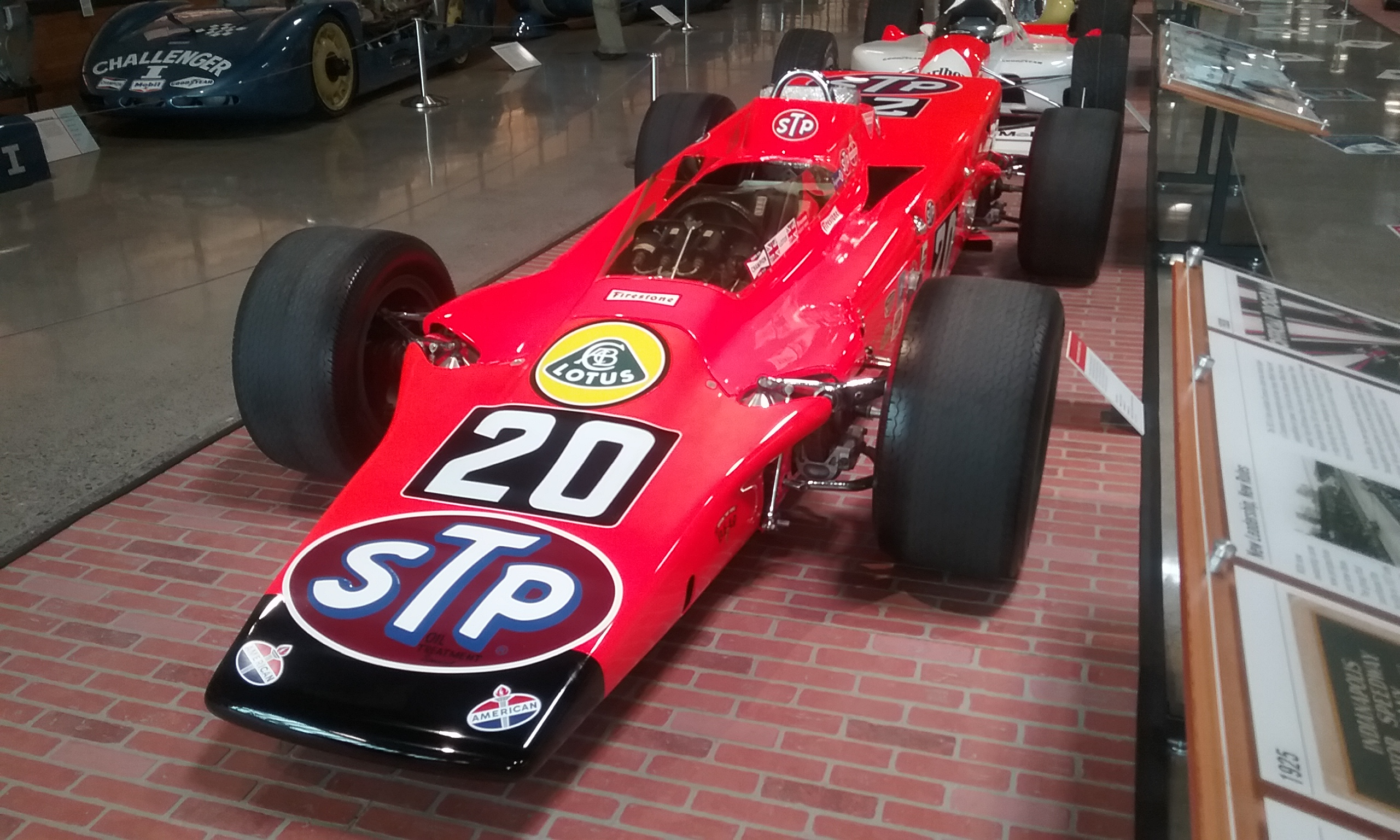
Lotus Wedge Turbine 1967

En 1963 Granatelli développa une version non produite du V8 Studebaker, le R-5 expérimental. Ce moteur était un R-3 modifié avec un système d'injection de carburant directement issu de l'industrie aéronautique et équipé de deux compresseurs Paxton montés sur chaque banc de cylindres. Ce moteur devait produire 575 chevaux avec un taux de compression de 8:75 1. Bill Dredge présent à la boutique Granatelli lors des essais effectués sur le banc déclara que le moteur, selon ses propres mots, produisit un « énorme 638 ch ». Les compresseurs étaient modifiés avec un évent extérieur entre les turbines et un système de lubrification à carter sec de 2 litres avec refroidisseur fut fabriqué pour chaque compresseur. Ces refroidisseurs étaient montés dans la zone où les feux de stationnement étaient normalement installés. La voiture reçut également un essieu arrière Halibrand Quick Change et un parachute pour la décélération. La suspension avant fut personnalisée avec une configuration de course spéciale, comprenant plusieurs bras de suspension supérieurs et inférieurs et des roulements de roue plus grands ce qui changea la géométrie avant qui n'avait plus rien à voir avec l'Avanti de série. Cette Avanti spéciale (EX2942) "Due Cento" (littéralement « Deux Cents » en italien), devait permettre à Granatelli de passer le cap des 322 km/h. Malheureusement la voiture rencontra des problèmes de propulsion durant les runs à Bonneville, atteignant une vitesse de pointe de 316,43 km/h. Studebaker étant en difficulté financières le projet fut abandonné et Granatelli ne revint jamais participer officiellement pour battre le record avec le R-5.
En 1967 Andy conçut, construisit, courut et fit une campagne de promotion avec la célèbre et controversée STP Turbine Car. Cette voiture avant-gardiste et futuriste reste une des plus créative, innovante et spectaculaire voiture de course de l'histoire de la compétition automobile. Plus de 30.000 articles de journaux dans le monde ainsi que des centaines de couvertures de magazines lui furent consacrées. Cette voiture est aujourd'hui exposée au Smithsonian Institut.

## Entrepreneuriat

### Paxton
En 1958, Andy et son frère Joe rachetèrent Paxton Products, une entreprise en difficulté qui fabriquait des compresseurs volumétriques et avait connu une perte d'exploitation abyssale durant ses cinq derniers mois d'activité. Au cours des sept premiers mois sous la direction d'Andy, en utilisant sa publicité agressive et innovante et ses techniques de promotion des ventes, Paxton Products devint très rentable, récupérant presque immédiatement toutes les pertes accumulées et affichant même un bénéfice considérable. Le succès rapide d'Andy dans la réorganisation de Paxton lui apporta la reconnaissance instantanée de l'industrie et des propositions pour devenir consultant ingénieur performance dans plusieurs entreprises automobiles américaines.
En 1961 à la suite de la vente lucrative de Paxton Products à Studebaker Corporation, Andy, toujours PDG de Paxton, assumait aussi les responsabilités de vice-président, chef de l’ingénierie performance, responsable en chef et ingénieur en chef. Chez Studebaker, il dirigea personnellement le département développement moteur et châssis permettant d'obtenir plus de 400 records mondiaux de vitesse et d'endurance terrestres. Lui-même signa personnellement plusieurs records. En 1961 à Daytona dans sa Chrysler 300F, il battit un record à 288,832 km/h, soit la plus rapide NASCAR sur le sable de Daytona Beach. Toujours chez Studebaker, il développa les premiers prototypes des Chrysler 300, Cadillac Eldorado, Studebaker Avanti et les moteurs de la série R. Il redessina également le moteur de course immortel Novi, augmentant sa puissance de 450 à 837 chevaux. Il posséda et dirigea ces fameuses Novi à l'Indy 500, à Atlanta et en Géorgie sur le Hi-Bank Track (pour lequel il fut intronisé au Motorsports Hall of Fame of America).

### STP

Logo STP

En 1963 l'association d'Andy avec Studebaker lui permit de devenir Président et chef de la direction d'une filiale, Chemical Compounds, dont le seul produit était le traitement d'huile STP (Scientifically Treated Petroleum). C'est avec cette société qu'il apporta sa plus significative et durable contribution à la publicité et aux courses automobiles dans le monde.
Chez STP, Andy Granatelli combina son sens inimitable des affaires, ses publicités perspicaces, ses capacités promotionnelles intuitives, ses techniques de vente et ses innovations stratégiques en marketing. Tout d'abord il changea le nom de l'entreprise, Chemical Compounds, par le nom du produit, STP, pour bientôt en faire un mot usuel dans le langage courant. En tant que président et chef de la direction et en moins de sept ans, il éleva la société d'un niveau obscur à une position dominante sur le marché mondial. L'entreprise se développa rapidement, passant de 7 à plus de 2000 employés alors que les ventes explosèrent. Les bénéfices augmentèrent exponentiellement et la part de marché passa de 7 à plus de 85 %. La reconnaissance du nom d'Andy avec ses réalisations dans le monde de la course automobile passa à un tout autre niveau .

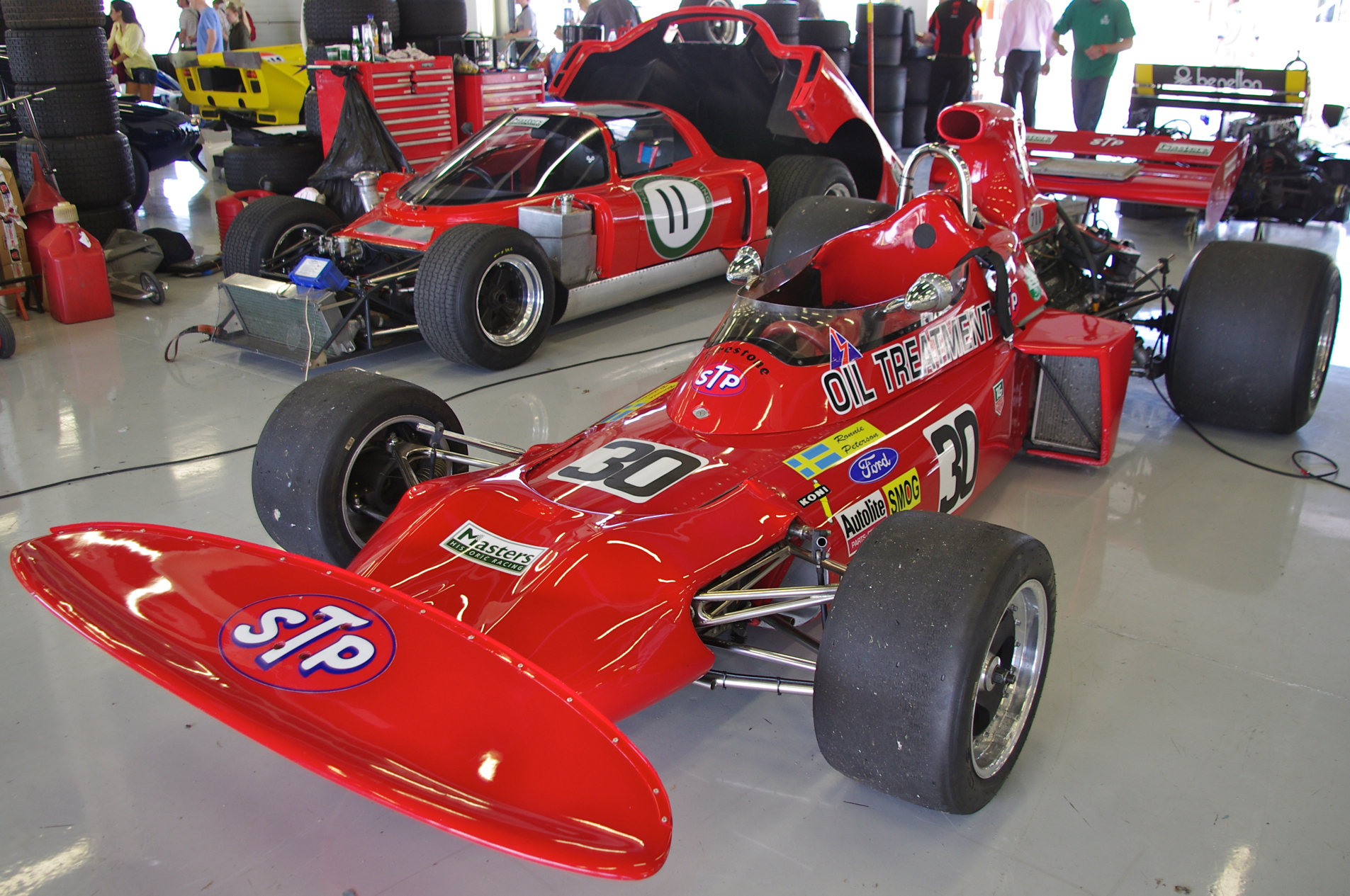
MARCH F1 711 au Silverstone Classic 2012

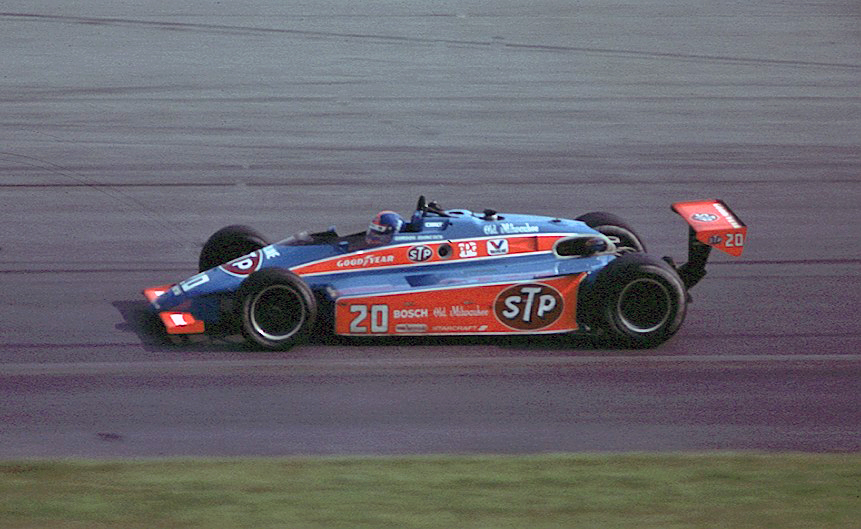
Gordon Johncock sur une Indycar racer à Pocono en 2008

Andy Granatelli fut sans doute le premier à appliquer le principe de merchandising de masse à grande échelle à des activités sportives en général et aux sports mécaniques en particulier. Il marqua la course automobile, mais ses principes de fonctionnement ont été appliquées dans bien des domaines et encore visibles aujourd'hui. Avec un budget initial minuscule pour la publicité et la promotion des ventes, il adopta une théorie à quatre facteurs mêlant publicité et marketing. Ce «théorème de Granatelli» comprenait un journal produit (STP), un produit (le traitement de l'huile), un porte-parole du produit (lui-même), et une raison d'être (la course automobile). Il redessina personnellement le logo STP, passant la couleur d'un marron profond et sombre à un rouge brillant avec des contours blanc et bleu plus identifiables. Il supprima aussi la mention "traitement d'huile" du logo original malgré l'opposition du conseil d'administration de la compagnie.
Astucieusement, Andy imposa ce logo STP sur chaque type de courses automobiles et pour toutes les types de voiture et de bateau. En offrant des produits, des trophées et/ou des prix aux gagnants, ceux-ci utilisaient son produit et affichaient son logo sur leurs machines. Cela entraina une demande sans précédent de décalcomanies. Andy fit distribuer littéralement plusieurs centaines de millions de décalcomanies STP gratuits aux fans de courses d'automobiles, de bateaux et d'avion. Il fit également envoyer ces décalcomanies par la poste dans des publicités qui permettaient de les recevoir gratuitement grâce à l'achat du traitement d'huile STP. Le programme s’étendit encore lorsque ces décalcomanies gratuits furent disponibles dans 99 % des plus de 238 000 stations-services et 37 000 grossistes de pièces automobiles à travers le pays. La plupart de ces endroits présentaient de grandes bannières colorées, avec le logo STP sur des supports d'affichage fournis gratuitement, et distribuaient gratuitement des décalcomanies à quiconque en demandait. Les décalcomanies STP sont apparus sur les murs des chambres d'enfants, les cahiers, les lunch-box, les bicyclettes, les bus, scooters, les chars au Vietnam, les taxis à Singapour, les camions, les réfrigérateurs et bien plus encore. Selon les estimations, plus de 30 millions de voitures porteraient des décalcomanies STP. Ces décalcomanies sont véritablement devenus une partie de la culture pop mondiale.
Étonnamment, sous la direction d'Andy Granatelli, et en seulement cinq ans, STP passa d'un produit insignifiant pour devenir un terme domestique virtuel. Lors d'un sondage aux États-Unis, STP fut identifié et reconnu à égalité avec Coca-Cola, produit iconique depuis le tournant du siècle, avec un budget publicitaire autrement important. Une mesure de ce génie publicitaire fut illustrée par une célèbre caricature du New York Times ou l'on voit Neil Armstrong atterrissant sur la lune et ou la première chose qu'il aperçoit est un sticker STP.
En 1976 Andy Granatelli acheta Tuneup Masters pour 300 000 $ qu'il revendit pour 60 millions de dollars en 1986 . L'iconique présentateur et ami proche, Dennis James, fut son premier porte-parole commercial.

## Sponsoring
STP a soutenu les courses de NASCAR de multiples manières en tant que société d'accessoires automobiles, notamment en distribuant des produits et des prix. Lorsque le programme de courses courtes NASCAR connut des difficultés, toutes les pistes furent couvertes de logos STP, d'un bout à l'autre des États-Unis. "Motor Racing Network" qui était détenu et exploitée par la NASCAR fut principalement sponsorisé par STP.

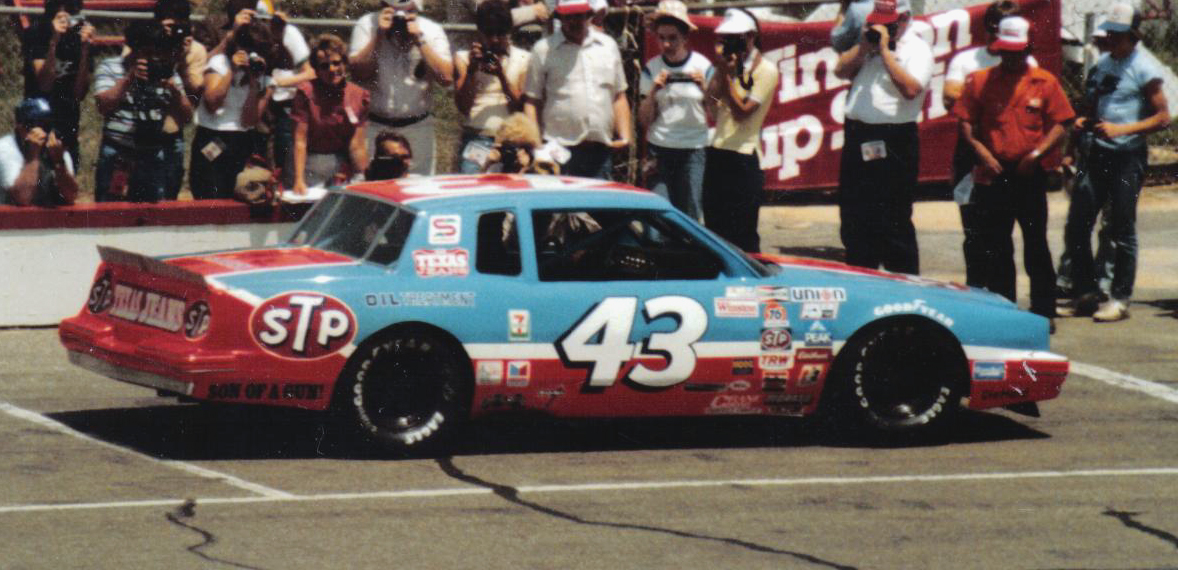
La Pontiac STP du King Richard Petty aux Van Scoy 500 en 1983

Andy Granatelli fut également le pionnier de la course automobile à la télévision, initiant le concept de parrainage avec de grandes entreprises dans presque toutes les grandes courses et sur les quatre continents, y compris en Formule Indy, en NASCAR, en Formule 1, et pour le championnat Tasman Series. La visibilité de STP s'étendit à l'échelle mondiale sur 93 pays. Andy Granatelli créa personnellement les célèbres costumes STP qui permirent de distinguer ses équipes de course à travers le monde. Il conçut et produisit également des films courts de 24 minutes illustrant des moments forts de l'Indy 500 de 1963 à 1973 (toutes aux couleurs STP). Il envoya ces films aux militaires américains basés à l'étranger et les distribua gratuitement aux chaines de télévision sportives dans le monde entier, ce qui se poursuit encore à ce jour. Ce faisant, il alluma littéralement le feu et attisa des flammes d'enthousiasme pour les sports automobiles avec ses petits films sur l'Indy 500, la Speed Week aux Salt Flats de Bonneville et pour la NASCAR.
L'équipe de course d'Andy Granatelli emporta l'Indy 500 en 1969 et 1973. Lui-même continua d'établir des records en tant que pilote à Bonneville (battant un record à 389,028 km/h au volant d'une voiture de tourisme), sur le lac séché d'El Mirage et à Daytona. Il établit également des records de victoires en NASCAR, avec Richard Petty au volant de ses voitures. Ardent défenseur de la sécurité, il fut le promoteur ardent de l'utilisation par les pilotes de combinaison en Nomex ignifugé. Il les distribuait à tous les pilotes participants aux 500 Miles d'Indianapolis et en NASCAR avec le logo STP brodé bien en vue sur les épaules et le haut du corps (devant et derrière) afin d'assurer une présence bien visible de la marque STP pendant les conférences de presse.

## Récompenses
- intronisé à l'International Motorsports Hall of Fame (1992)
- intronisé au Motorsports Hall of Fame of America (2001)
- intronisé au National Sprint Car Hall of Fame (2011)
- intronisé au National Midget Auto Racing Hall of Fame (2013)

## Filmographie
- Un amour de Coccinelle (1968) - Le Président de l'Association